# Szkoła Akademiczno-Górnicza
Szkoła Akademiczno-Górnicza w Kielcach powstała 20 lutego 1816 roku z inicjatywy Stanisława Staszica. Uchodzi za pierwszą polską uczelnię techniczną. Mieściła się w północnym skrzydle pałacu Biskupów Krakowskich.
Na mocy postanowienia namiestnika królewskiego gen. Józefa Zajączka z 20 lutego 1816 roku, 1 czerwca 1816 roku utworzono Główną Dyrekcję Górniczą. Ściśle z nią powiązana miała być „szkoła górnictwa praktyczna w celu kształcenia zdatnych do kopalni urzędników i oficjalistów założona”. Inicjatorem powstania kieleckiej uczelni był Stanisław Staszic, ale pierwsze próby wprowadzenia górnictwa i hutnictwa do programu nauczania Akademii Krakowskiej podejmował już w 1776 roku Hugo Kołłątaj. Szkoła kielecka wzorowana była na istniejących już od połowy XVIII wieku europejskich akademiach górniczych: w Bańskiej Szczawnicy (Scheminitz) zorganizowanej w latach 1762–1770, Akademii Górniczej we Freibergu działającej od 1765 roku, Szkole Górniczej w Petersburgu utworzonej w 1773 roku, Szkole Górniczej w Clausthal z 1775 roku i paryskiej Ecole des Mines z roku 1783.
Szkoła rozpoczęła swoją działalność w grudniu 1816 roku, a zajęcia były prowadzone prawdopodobnie od stycznia 1817 roku. Dyrektorem akademii został stojący jednocześnie na czele Głównej Dyrekcji Górniczej Johann Ehrenhold Ullman. Wśród kieleckich profesorów należy wymienić następujące osoby: Marceli Królikiewicz wykładał górnictwo (Bergbaukunst), Jan Jakub Graff inżynierię górniczą, czyli miernictwo górnicze (markszajdria – Markscheidenkunst), Jerzy Bogumił Pusch, absolwent akademii freibergskiej, znakomity uczony, uczeń sławnego geologa Abrahama Gotlieba Wernera, zajmował się chemią (allgemeine Chemie) i hutnictwem (Hüttenkunde), Fryderyk Wilhelm Krumpel uczył inżynierii górniczej, Fryderyk Wilhelm Lempe – był wykładowcą matematyki, fizyki i maszynerii górniczej (matematyka czysta – reine Mathematik, matematyka stosowana – angewandte Mathematik, maszyneria górnicza, czyli maszynoznawstwo – Bergmaschinenlehre), leśnictwem zajmował się Jan Fryderyk Überscher, rysunek techniczny (Zeichenkunst) prowadził Andrzej Spleszyński, a prawo górnicze (Bergrecht) i styl handlowy – Andrzej Kossowicz. Absolwentem Akademii Górniczej we Freibergu był także wykładający w Kielcach probierstwo (docymazja – Probierkunst, docimaise) Karol Henryk Kaden.
Nauka w szkole była bezpłatna, uczniowie zamiejscowi mogli otrzymać bezpłatne mieszkanie. Zajęcia były prowadzone w języku polskim i niemieckim. W 1819 r. w szkole górniczej uczyło się 9 uczniów, w roku 1820 18 uczniów, w 1823 r. 41 uczniów, a w 1825 r. 36 uczniów. Życie studenckie regulowały „Przepisy dla uczniów”, które omawiały warunki przyjęcia na uczelnię, tok studiów, zachowanie i obowiązki uczniów. Obowiązkiem studentów, nazywanych w szkole górniczej elewami, było m.in. noszenie munduru górniczego określającego przynależność do odpowiedniej klasy Korpusu Górniczego. Oprócz zajęć teoretycznych uczniowie odbywali także praktyczną naukę zawodu. Zajęcia przeprowadzano w laboratorium umieszczonym w północnym skrzydle pałacu Biskupów Krakowskich w Kielcach oraz w nowo utworzonej „Hucie Aleksandra” w Białogonie. Na pozostałości laboratorium, m.in. studnię, system kanalików odpływowych oraz fragmenty naczyń i wypalonych glinianych tygli, natrafiono podczas prac remontowo-konserwatorskich przeprowadzonych w północnym skrzydle pałacu w 1991 roku.
W roku 1826 szkoła została przeniesiona do Warszawy, nie wznowiła tam jednak działalności i przestała istnieć.

## Absolwenci Akademii Górniczej w Kielcach
- Wacław Borowski
- Jerzy Józef Patrycy Cieszkowski
- Jan Dąbski
- Karol Fretsche
- Hipolit Grafowski
- Wojciech Leopold Krygier
- Jacek Lipski
- Jan Łęcki
- Aleksander Pollini
- Franciszek Ksawery Prauss
- Łukasz Reklewski
- Józef Skalski
- Andrzej Spleszyński
- Jan Strahler
- Jan Wąsikiewicz
- Teofil Żebrawski